# 草山 (臺南市)
草山，是臺灣臺南市左鎮區的一個傳統地域名稱，位於該區東南部。相較於今日行政區，其範圍大致包括草山里不含西北端、二寮里、岡林里東部凸出部分。

## 歷史
台灣日治初期，草山地區為一（舊制）街庄，稱為「草山庄」，隸屬於外新化南里。該庄北與崗仔林庄為鄰，東北與菁埔藔庄為鄰，東及東南為木柵庄，南邊為龍船庄，西邊為崎頂庄，西北邊為山豹庄。
1901年（日治明治三十四年）11月，全台設置二十廳，該庄隸屬於臺南廳。1903年（明治三十六年）6月，該庄編入「南外新化區」，隸屬於臺南廳。1909年（明治四十二年）10月，合併二十廳為十二廳，南外新化區仍隸屬於臺南廳。1920年（大正九年），廢十二廳改設五州二廳，該庄改制為「草山」大字，隸屬於臺南州新化郡左鎮庄（新制街庄）。
戰後左鎮庄改制為左鎮鄉，隸屬於臺南縣，大字亦改制為村。1950年雲、嘉、南分治，左鎮鄉仍隸屬於臺南縣。2010年12月25日，因臺南縣市合併為直轄市臺南市，左鎮鄉改制為左鎮區，村亦改制為里。

## 聚落
本地區發展較早的聚落為草山、草坔、貮藔、柑仔園、紅毛藔、大林、木林尾、草山頂、鹽水坑等，在日治期初期的官方地圖上已有記載。

## 交通
區道南162線是龍崎至柑子園的道路。
區道南167線是草山（實際起點在草山地區邊界外不遠處的高雄市內門區木柵地區境內的三灣）至牛埔的道路。
區道南168線是新化至睦光的道路。
區道南171線是睦光－檳榔宅的道路。
區道南171-1線是內岡里－草山的道路，可銜接高雄市區道高122線。

## 學校
- 岡林國小草山分校（已廢校）